# Burgkirchen an der Alz
Pour les articles homonymes, voir Burgkirchen.
Burgkirchen an der Alz est une commune de Bavière (Allemagne) de 10 616 habitants, située dans l'arrondissement d'Altötting.

## Jumelages
La ville de Burgkirchen an der Alz est jumelée avec :
- Wingen-sur-Moder (France) ;
- Kazincbarcika (Hongrie) ;
- Sânnicolau Mare (Roumanie).